# Amaurobius occidentalis
Amaurobius occidentalis är en spindelart som beskrevs av Simon 1892. Amaurobius occidentalis ingår i släktet Amaurobius och familjen mörkerspindlar. Inga underarter finns listade i Catalogue of Life.